# Sorprendimi/Sei tutto quel che ho
Sorprendimi/Sei tutto quel che ho è un singolo degli Stadio, pubblicato dalla EMI Italiana e Capitol Records (catalogo 7243 552311 2 3) nel 2003, estratto dall'album Occhi negli occhi (2002).

## I brani
- Sorprendimi
Già disponibile per il download digitale dal 16 luglio 2002[2].
Arrangiamento, tastiere e programmazione di Nicolò Fragile.
- Sei tutto quel che ho
Arrangiamento, tastiere e programmazione sono di Andrea Fornili.

## Tracce
Gli autori del testo precedono i compositori della musica da cui sono separati con un trattino.
Edizioni musicali EMI Music Publishing, Bollicine.
1. Sorprendimi – 4:11 (testo: Saverio Grandi – musica: Saverio Grandi, Gaetano Curreri)
2. Sei tutto quel che ho – 5:03 (testo: Marco Forlani, Gaetano Curreri – musica: Andrea Fornili, Gaetano Curreri)

## Formazione
- Gaetano Curreri - voce, cori
- Andrea Fornili - chitarre
- Roberto Drovandi - basso
- Giovanni Pezzoli - batteria